# 83 Beatrix
83 Beatrix هو كويكب، يقع ضمن حزام الكويكبات. اكتشف في 26 أبريل 1865. وقد اكتشفه أنيبال دي غاسباريس.

## روابط خارجية
- 83 Beatrix في قاعدة بيانات مختبر الدفع النفاث لأجرام النظام الشمسي الصغيرة

- الاكتشاف · مخطط المدار ·  العناصر المدارية · المعلمات المادية

- 83 Beatrix على موقع ويكي سكاي: DSS2, SDSS, GALEX, IRAS, Hydrogen α, X-Ray, Astrophoto, Sky Map, Articles and images